# ジョン・ブレシット
ジョン・ブレシット（英語: John Breathitt、1786年9月9日 - 1834年2月21日）は、アメリカ合衆国の政治家であり、第11代ケンタッキー州知事を務めた。ケンタッキー州知事としては初の民主党員であり、また在任中に死亡したことでは2人目となった。その死から間もなく、その栄誉を称えてケンタッキー州ブレシット郡が創設された。

## 業績
ブレシットは若いときにイリノイ準州の測量士補に指名された。ケンタッキー州に戻ってくると、田舎の学校で教師をし、投資によってケイレブ・ウォレス判事について法律を学ぶ間の生活を維持できる資金を稼いだ。1811年、ケンタッキー州議会下院議員に選ばれ、その後も数期を務めた。1828年の副州知事選挙では民主党の候補者となった。民主党から同時に知事選挙に出馬したウィリアム・T・バリーはトマス・メトカーフに敗れたが、ブレシットは副知事に当選した。
副知事を務める間に、アメリカ合衆国上院議員ジョン・ローワンの後継者候補数人の1人となったが、ケンタッキー州議会がその指名で暗礁に乗り上げ、次の会期まで指名できない状態になった。1832年に行われた州知事選挙では、ブレシットが民主党公認候補になった。このときもブレシットが当選したが、副知事の方はホイッグ党候補のジェイムズ・T・モアヘッドが民主党候補を破った。当初、ジョン・カルフーンの無効化の原則を公に糾弾することで人気を博したが、議会をホイッグ党が支配したために州内の政治ではあまりうまく行かなかった。ブレシットは在任中の1834年2月21日に結核で死んだ。

## 初期の経歴
ジョン・ブレシットは1786年9月9日に、バージニア州ヘンリー郡ニューロンドンの近くで生まれた。父はウィリアム、母はエリザベス（旧姓ウィットセット）であり、その5人の息子、4人の娘の中で長子だった。父のウィリアムはスコットランドからメリーランド州に移民してきて、バージニア州に入植していた。ジョン・ブレシットの弟ジョージはアメリカ合衆国大統領アンドリュー・ジャクソンの私的秘書となり、別の弟ジェイムズはケンタッキー州検事総長となった。
ブレシットは家庭とバージニア州の公立学校で教育を受けた。1800年、一家はケンタッキー州ローガン郡に移り、そこでジョンの教育が続けられた。成人してから間もなく、イリノイ準州の測量士補に指名された。その後ケンタッキー州に戻って、田舎の学校で教師をした。その収入を土地購入に投資し、短期間に数年間は生活を維持できる資産を蓄えることができた。財政が安定すると、ケイレブ・ウォレス判事について法律を学ぶことに決めた。1810年にはラッセルビルで法廷弁護士として認められ、そこで事務所を開いた。
1812年、ブレシットはローガン郡出身のキャロライン・ウィテカーと結婚した。この夫妻には息子1人と娘1人が生まれた。キャロラインが死んだ後、バージニア州チェスターフィールド郡出身のスザンナ・M・ハリスと再婚した。スザンナとの間にはもう1人娘が生まれた。ブレシット自身は47歳の時に死んだが、2人の妻は共に若死にだった。

## 政歴
1811年、ブレシットはローガン郡を代表してケンタッキー州議会下院議員に選出され、その後も1815年まで毎年選ばれ続けた。1828年の州知事選挙では、民主党がウィリアム・T・バリーを知事候補者に選んだ。民主党は当初副知事候補に判事のジョン・P・オールダムを推していたが、オールダムが辞退し、ブレシットがその代役に選ばれた。バリーは国民共和党のトマス・メトカーフのために敗れたが、ブレシットはメトカーフのラニングメイトであるジョセフ・R・アンダーウッドを、1,000票以上の差をつけて破った。
ブレシットは副知事として州内の公立学校創設を促進した。1829年12月31日、ケンタッキー州教育協会の会長に選出された。その任務は、情報の流通によって、説教師や新聞の協力を得ることで、独立記念日に異なる地区で主題に関する演説を大衆に行うよう斡旋することで、さらには実行可能となる他の手段によって、大衆教育の改良と普及を促進すること」だった。1833年、ブレシットはケンタッキー州普通学校協会の会長になった。
1831年、アメリカ合衆国上院議員ジョン・ローワンの後継者を選ぶために、ケンタッキー州議会の選択肢数人の1人となった。ブレシットは投票総数137票のうち、66票を得たが、過半数には3票足りなかった。その他の候補者としてジョン・クリッテンデン（68票）、リチャード・メンター・ジョンソン（64票）、チャールズ・A・ウィックリフ（49票）がいた。投票を115回繰り返しても議会は候補者を絞れず、次の会期まで結論を持ち越した。その次の会期ではヘンリー・クレイが後継者に選ばれた。

### ケンタッキー州知事
1832年、民主党はブレシットを知事候補者に、ベンジャミン・テイラーを副知事候補者に選定した。対抗するホイッグ党（元の国民共和党）は、リチャード・アイレット・バックナーとジェイムズ・ターナー・モアヘッドの組み合わせだった。バックナーは日曜日に郵便を配達することに反対するなど、宗教的な観念が強すぎて問題があり、党の新聞数紙の支持も得られない状態だった。ブレシットは小差でバックナーを破ったが、副知事候補のテイラーは知名度が低く、モアヘッドに敗れた。ブレシットが選ばれたことで、民主党として初めてケンタッキー州知事を出したことになった。しかし、この選挙は選挙違反によって傷つけられた。オールダム郡では有権者数の162.9%に相当する投票があった。その結果は2対1の比率でブレシット有利だった。ケンタッキー州民の大半は来るべき大統領選挙に関心が向いており、ホイッグ党員でケンタッキー州出身のヘンリー・クレイが現職のアンドリュー・ジャクソンを破ることを期待していた。このために州の選挙で選ばれる役人にはほとんどホイッグ党員が当選した。
ブレシットの知事としての任期では、初期の無効化の危機の間にサウスカロライナ州の行動に反対することで、ホイッグ党からも民主党からも支持を得ることができた。ブレシットの指導により、州議会は1833年2月2日に無効化原則を非難する決議を採択した。ジョン・カルフーンの無効化正当論は大部分が1799年のケンタッキー州決議に基づいていただけに、この行動は特に重要だった。
ブレシットは州の政治でそれほどの成果を出せなかった。ブレシットはアンドリュー・ジャクソンの原則を熱心に支持し、ジャクソン大統領土地政策にとって重要な法案に対しては拒否権を行使した。第二合衆国銀行を解消したいというジャクソンの願望を支持した。その代わりに多くの州認定銀行の開設に賛成したが、州議会ではホイッグ党多数だったので、ルイビル・ケンタッキー銀行の認定に繋げただけだった。レキシントン・アンド・オハイオ鉄道の完成に賛成し、そのために州の内国改良委員会から30万米ドルを借りる案を支持した。1833年、その半額の借金が承認され、鉄道が完成したのは1851年になってからになった。ブレシットは州内での禁酒運動にも加わった。1832年の演説では、州内での高い殺人率についてアルコールの消費を非難した。1834年1月13日、ケンタッキー州議会議事堂でケンタッキー州議会禁酒協会が結成されると、ブレシットはその会長に選ばれ、副知事のモアヘッドが5人いる副会長の1人になった。
1834年2月21日、ブレシットは肺結核のためにフランクフォートの知事公舎で死んだ。ケンタッキー州知事として、在任中に死亡したことでは2人目だった。当初ブレシット家の墓地に埋葬されたが、後にラッセルビルのメイプル・グローブ墓地に移葬された。1839年に設立されたケンタッキー州ブレシット郡はブレシットの栄誉を称える命名である。1872年3月5日、ケンタッキー州議会は、ラッセルビルのブレシット墓の上に記念碑を建てることを決めた。